# Izrael az 1994. évi téli olimpiai játékokon
Izrael a norvégiai Lillehammerben megrendezett 1994. évi téli olimpiai játékok egyik részt vevő nemzete volt. Az országot az olimpián 1 sportágban 1 sportoló képviselte, aki érmet nem szerzett. Izrael először vett részt a téli olimpiai játékokon.

## Műkorcsolya
| Versenyző        | Versenyszám  | Rövid program     | Rövid program | Rövid program | Kűr               | Kűr   | Kűr         | Összesítés         | Összesítés |
| Versenyző        | Versenyszám  | Több. hely. száma | Hely.         | Hely. pont.   | Több. hely. száma | Hely. | Hely. pont. | Helyezési pontszám | Helyezés   |
| ---------------- | ------------ | ----------------- | ------------- | ------------- | ----------------- | ----- | ----------- | ------------------ | ---------- |
| Michael Shmerkin | Férfi egyéni | 5×15+             | 15.           | 7,5           | 6×17+             | 17.   | 17,0        | 24,5               | 16.        |